# Bílý kůň z Uffingtonu

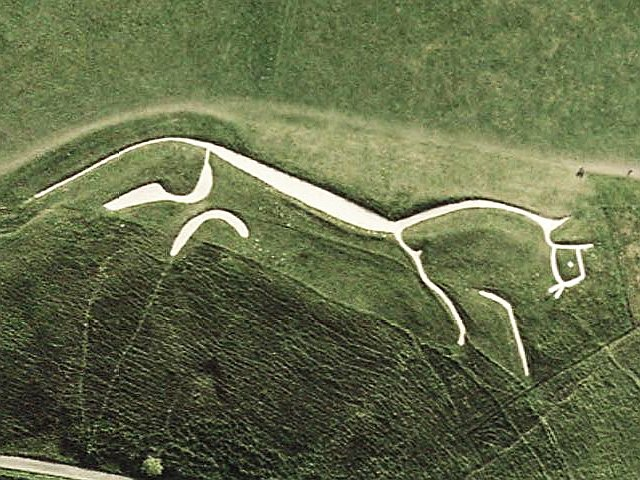
Letecký pohled na Bílého koně u Uffingtonu

Bílý kůň z Uffingtonu je tzv. geoglyf – starověká podoba siluety koně vyobrazená ve stráni vápencového kopce asi dva kilometry jižně od obce Uffington v Berkshire v jihozápadním Oxfordshire v Anglii nedaleko od známého města Oxford.

## Popis a význam
Jedná se o silně stylizovanou podobu koně dlouhou asi 110 m, umístěnou na úbočí kopce tak, že je dobře vidět jen vysoko ze vzduchu. Technika vyobrazení spočívá v odstranění vegetačního krytu z bílého vápencového podloží.
V okolí se nachází řada archeologických lokalit, např. hradiště z doby bronzové u Uffingtonu nebo prehistorická mohyla Wayland's Smithy cca 2 km západně; nepříliš daleko vede The Ridgeway, stará stezka, považovaná za nejstarší cestu v Británii, užívanou již v období neolitu.
Tato skalní rytina se nalézá pod vrchem, na kterém stojí hradiště z doby bronzové, předpokládá se tedy, že v té době vznikla i sama silueta koně a byla by tedy stará přibližně 3000 let. Toto datování nevylučuje ani výzkum v roce 1994, který pomocí fotoluminiscenční metody přinesl tři data mezi lety 3000 – 600 př. n. l. Užívání v době železné dokládají nálezy mincí z tohoto období. Uffingtonský kůň inspiroval mnoho dalších bílých koňů po celé Anglii (například Milk Hill).
Význam rytiny se diskutuje často a dlouho. Není dokonce zcela jisté, zda představuje skutečně koně, či nějaké jiné zvíře.
Většinou se soudí, že Bílý kůň je kmenový symbol a je v nějakém vztahu ke stavitelům hradiště v Uffingtonu. Jiná hypotéza předpokládá, že by vyobrazení mohlo sloužit jako znamení pro putující po The Ridgeway, oznamujíc jim, že jsou zde k mání čerství koně.
Podle jiných názorů svědčí tato rytina o kultu bílého, možná slunečního koně v keltské Británii.
Podle místního lidového podání jde ovšem o vyobrazení draka, jehož přemohl svatý Jiří na nedalekém kopci Dragon Hill.

### Ochrana
Od konce 19. století je Bílý kůň udržován, a to každých sedm let, kdy jeho renovace je součástí místních slavností, konaných na kopci. Není-li totiž obrys vyobrazení pravidelně čištěn, stává se nezřetelným, neboť postupně zarůstá vegetací.
V současnosti je údržba památky v péči kulturní neziskové organizace English Heritage.